# Садиба Масюкових
Садиба Масюкових — є зразком садибного будівництва України початку XIX ст., пам'ятка архітектури національного значення з охоронним № 585. Знаходиться в селі Бобрик Гадяцького району Полтавської області.

## Історія
Головний садибний будинок збудований у 1805-1807 pp. коштом колишнього предводителя дворянства Гадяцького повіту поміщика С.П. Масюкова в стилі раннього класицизму.
Через похилий вік (нар. бл. 1745 р.) та ймовірні хвороби власника і неможливістю відвідувати приходську церкву в с. Бобрик, з дозволу Полтавської єпархії, в одній із кімнат будинку було освячено домову церкву, що проіснувала до 1853 р.,
коли після смерті С.П. Масюкова її було ліквідовано, а церковне начиння передано до Миколаївської церкви с. Веприк.

## Архітектура
Це прямокутна в плані цегляна споруда з двоповерховою центральною частиною та одноповерховими крилами та з анфіладною системою внутрішнього планування.
Головний фасад будинку прикрашено шестиколонним портиком доричного ордеру, що завершується ступінчастим аттиком. Перед ним, на відстані 4 метрів, встановлено чотириколонний портик із трикутним фронтоном. На рівні другого поверху він утворює балкон, який є одночасно покрівлею над пандусом для під’їзду екіпажів до головного входу. Парковий фасад також має шестиколонний портик доричного ордеру, що завершується ступінчастим аттиком. Стіни першого і другого поверхів будинку завершуються модульйонами у вигляді прямокутних кронштейнів. Високі прямокутні вікна бокових крил першого поверху прикрашені трикутними та лучковими сандриками. що чергуються. Під одноповерховими боковими крилами розміщені самостійні господарські приміщення.

## Сучасність
У 1982 р. на замовлення Полтавського обласного управління освіти інститутом «Укрпроектреставрація» було виготовлено проектно-кошторисну документацію на ремонтно-реставраційні роботи пам’ятки. Автор проекту архітектор В.Ф. Отченашко.
До 2021 року в будинку розташовувалась Бобрицька загальноосвітня школа І - III ступенів . Подальша доля садиби поки що не відома. 